# Hilera (herramienta)
La hilera es una herramienta que se utiliza para reducir a hilos los metales. Consiste generalmente en una placa acerada soldada entre dos placas de hierro para que no se melle y en la cual hay agujeros que tienen la sección del alambre que se desea obtener.
Se trata de una herramienta que está fija mientras que se da al cuerpo sobre que se obra un movimiento rectilíneo. A veces, en vez de una placa se emplean cojinetes de acero mantenidos en un bastidor; tal es la hilera mecánica. El cuerpo, obligado a pasar por ella por un esfuerzo de tracción toma una forma cilíndrica cuya sección exterior es la de la hilera. Disponiendo un mandril cilíndrico en el interior del cuerpo, se obtendrán tubos huecos. Es preciso procurar que el cuerpo se mueva lentamente y de un modo continuo, a fin de que no se rompa, ni se desagregue en pequeños cuerpos cónicos encajonados. Para ello, es preciso hacerlo pasar por orificios sucesivamente decrecientes y hacerlo recocer para restituir a las moléculas su adherencia.